# Macrourus whitsoni
Macrourus whitsoni és una espècie de peix de la família dels macrúrids i de l'ordre dels gadiformes.

## Morfologia
- Els mascles poden assolir 75 cm de llargària total.[5][6]

## Alimentació
Menja crustacis (principalment eufausiacis), poliquets i peixos (gonostomàtids).

## Hàbitat
És un peix d'aigües profundes que viu entre 400-3185 m de fondària, tot i que, normalment, ho fa entre 600-1500.

## Distribució geogràfica
Es troba a l'oceà Antàrtic.